# Tobin Bell
Joseph Tobin, a.k.a. Tobin Bell (New York, 7. kolovoza 1942.), američki filmski i televizijski glumac. Bell je najpoznatiji po ulozi serijskog ubojice Jigsawa u filmskom serijalu Slagalica strave.
Rođen je 7. kolovoza 1942. u Queensu, New York, kao Joseph Tobin. Njegova majka, Eileen Bell Tobin, je britansko-američka glumica.
Bellove uloge su u glavnom one negativaca i serijskih ubojica. U Pollackovom filmu Tvrtka igrao je plaćenog ubojicu, a u TV filmu Unabomber: The True Story je igrao Theodorea Johna Kaczynskog a.k.a. Unabombera, dok mu je najnovija uloga ona serijskog ubojice Jigsawa u franšizi Slagalica strave. 
Bell je 2006. i 2007. bio nominiral za MTV Movie Award u kategoriji Najboljeg negativca, a osvojio je nagradu za Najboljeg koljača na festivalu Fuse/Fangoria Chainsaw Awards.
Osim na filmskim ekranima, Bell se pojavio i u nekoliko serija: Charmed, Seinfeld, La femme Nikita, Dosjei X, Zvjezdana vrata SG-1, Alias, Zapadno krilo, The Pretender, Obitelj Soprano, Njujorški plavci, 24, Hitna služba i Walker - Teksaški rendžer.